# Torre Boldone
Torre Boldone is een gemeente in de Italiaanse provincie Bergamo (regio Lombardije) en telt 8055 inwoners (31-12-2004). De oppervlakte bedraagt 3,4 km², de bevolkingsdichtheid is 2586 inwoners per km².

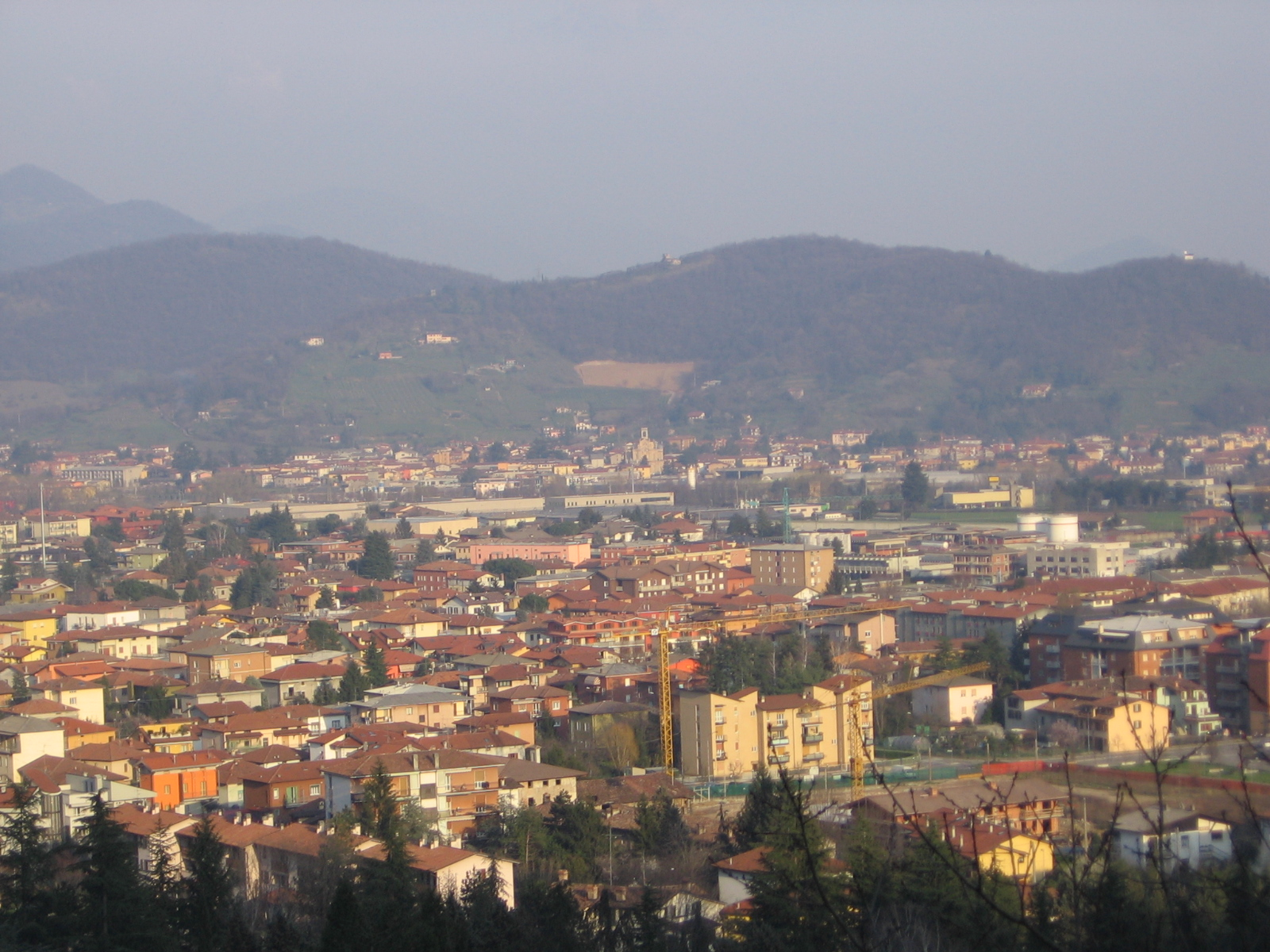
Torre Boldone
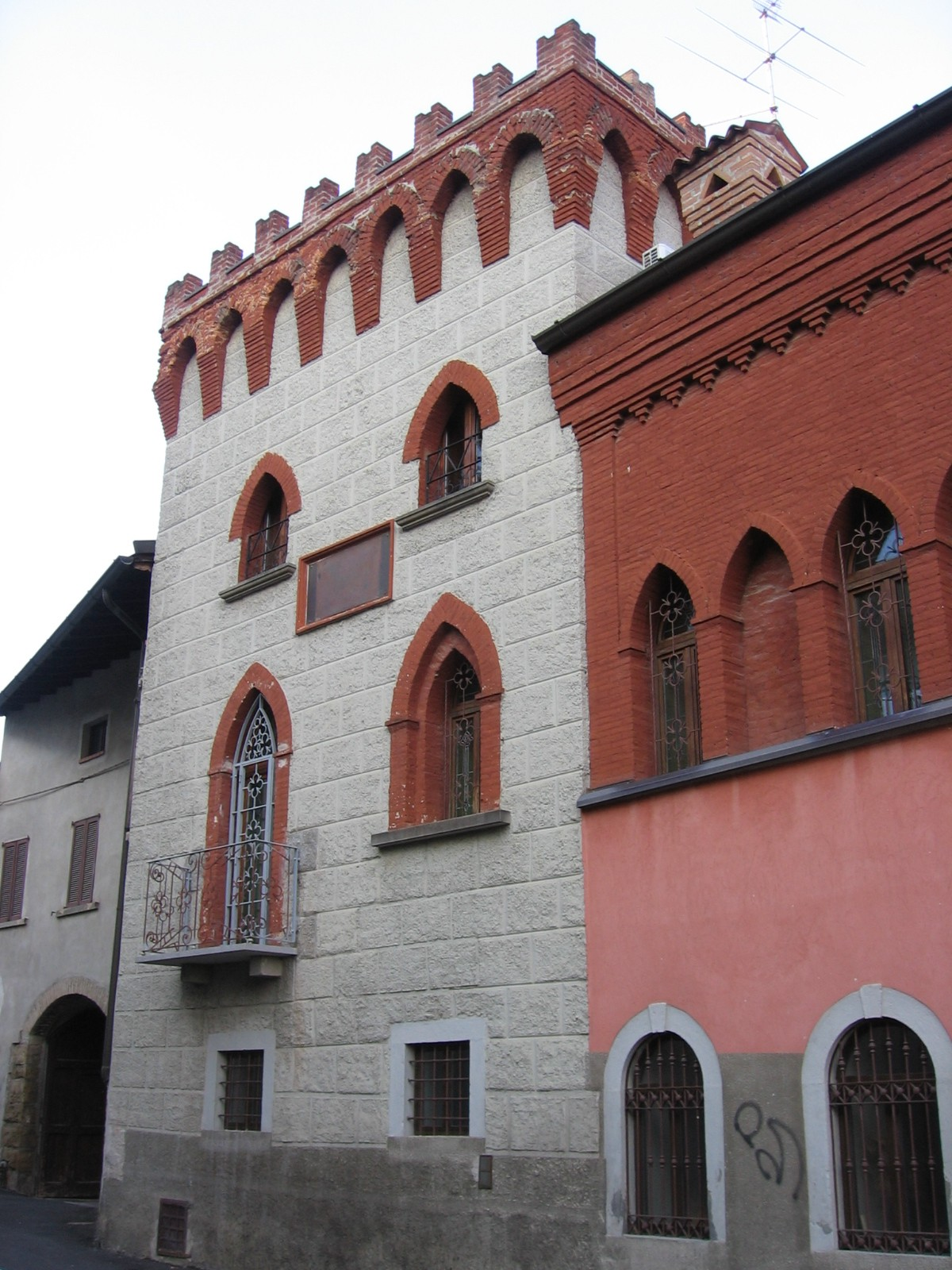
Toren van Torre Boldone
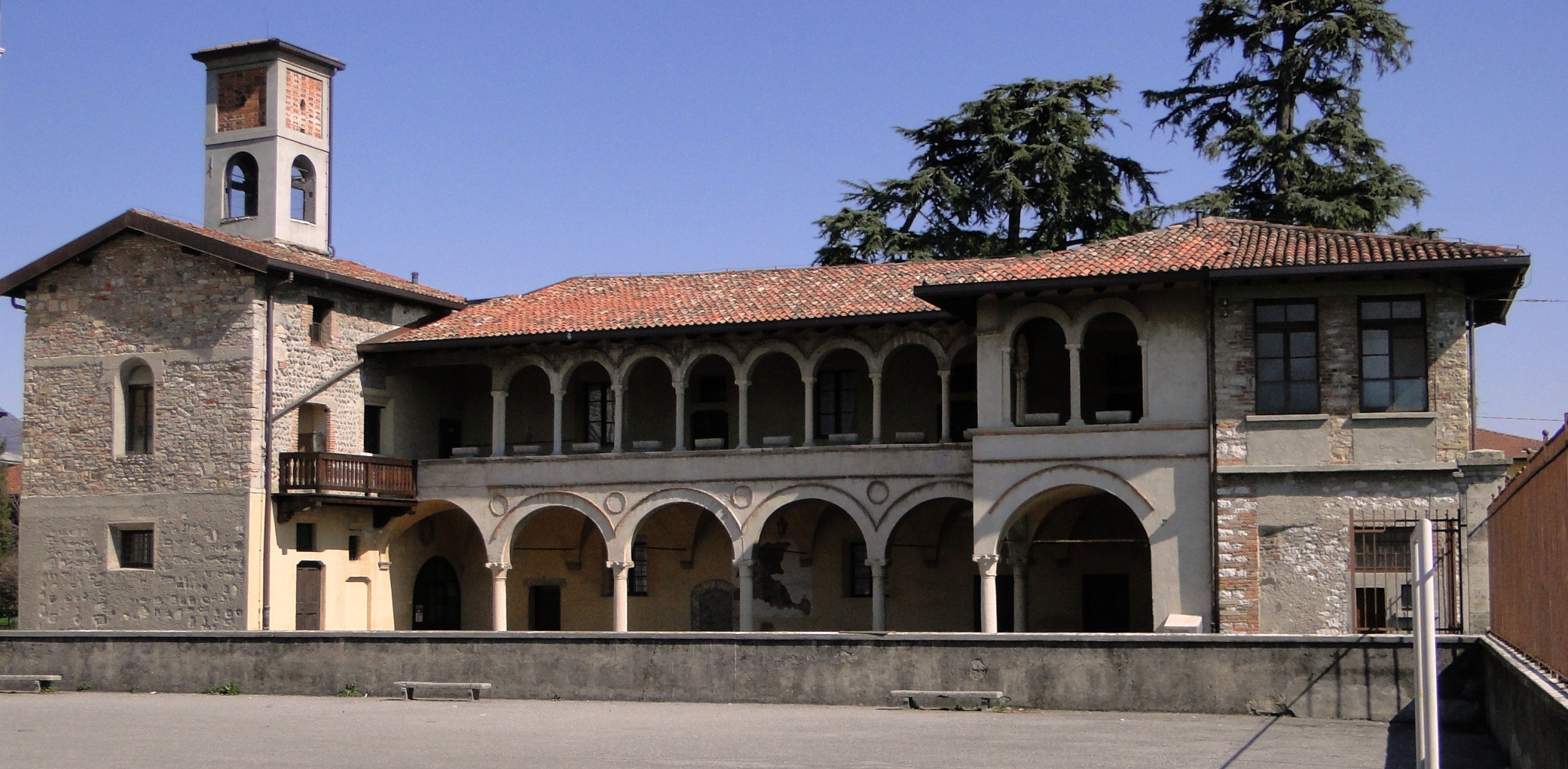
Klooster van Santa Maria di Torre
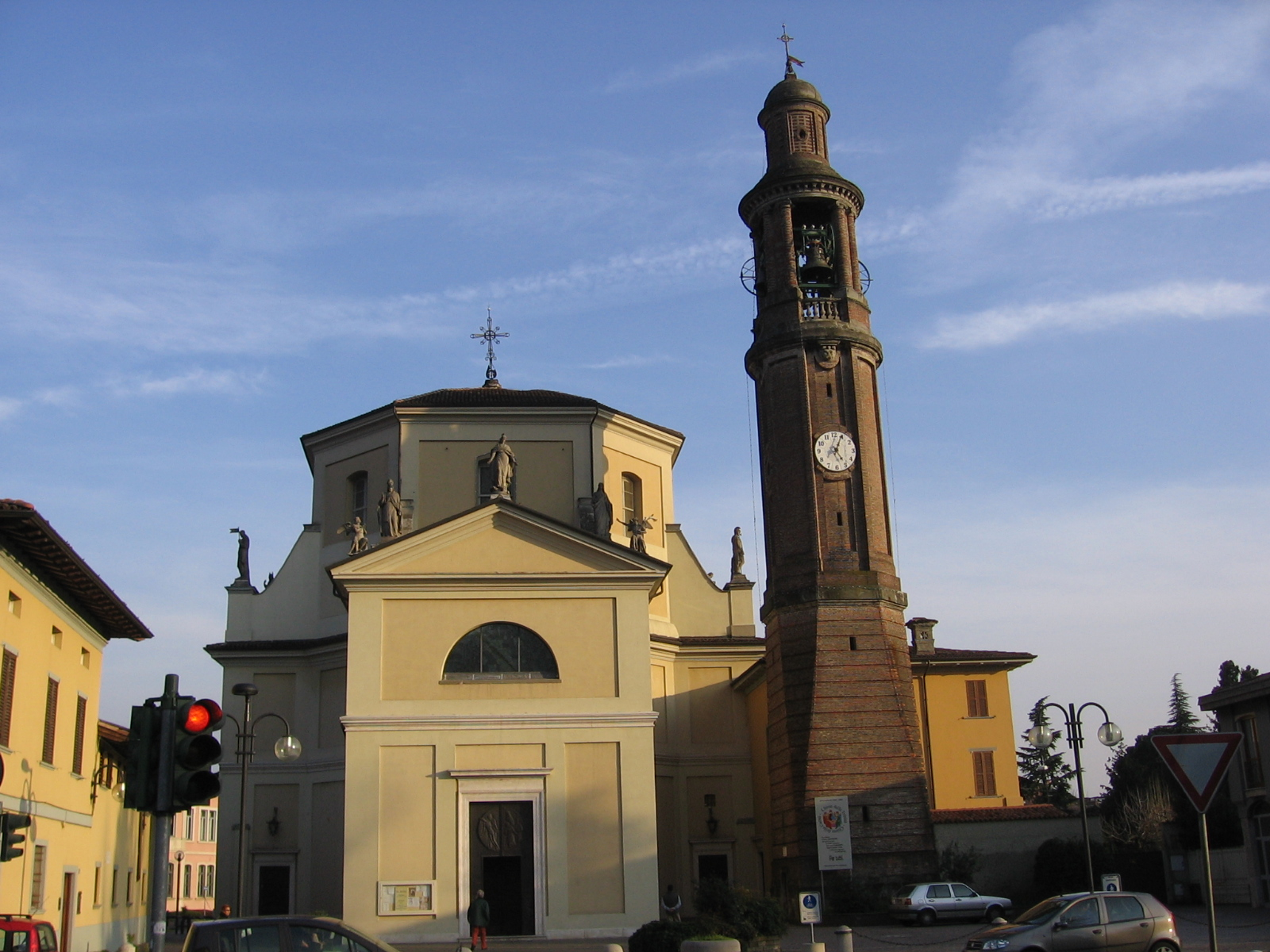
Parochiekerk van Torre Boldone
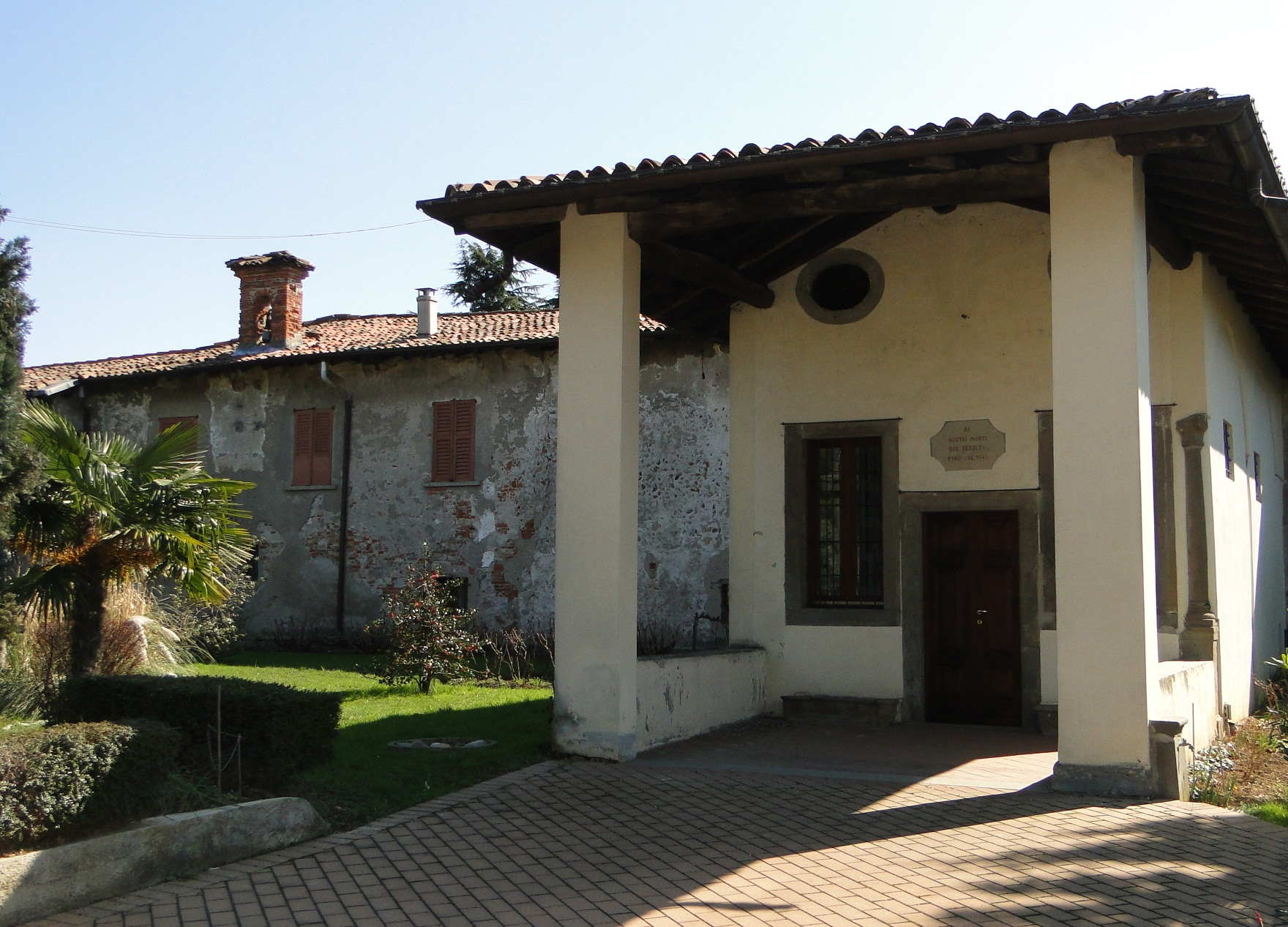
Kerk van San Martino Vecchio

## Demografie
Torre Boldone telt ongeveer 3226 huishoudens. Het aantal inwoners steeg in de periode 1991-2001 met 1,0% volgens cijfers uit de tienjaarlijkse volkstellingen van ISTAT.
| Jaar | Inwoneraantal |
| ---- | ------------- |
| 1991 | 7685          |
| 2001 | 7764          |
| 2004 | 8805          |

## Geografie
De gemeente ligt op ongeveer 280 m boven zeeniveau.
Torre Boldone grenst aan de volgende gemeenten: Bergamo, Gorle, Ponteranica, Ranica.